# Tomica Milosavljević
Tomica Milosavljević, cyr. Томица Милосављевић (ur. 24 grudnia 1955 w Kruševacu) – serbski lekarz, nauczyciel akademicki i polityk, profesor, minister zdrowia w pięciu rządach.

## Życiorys
Ukończył szkołę średnią w Paraćin, a w 1979 studia na wydziale medycznym Uniwersytetu w Belgradzie. W 1983 uzyskał magisterium, doktoryzował się w 1988. Kształcił się także w Monachium, Londynie i Amsterdamie. Specjalizował się w zakresie chorób wewnętrznych i gastroenterologii. Jako nauczyciel akademicki związany z macierzystym wydziałem, na którym doszedł do stanowiska profesora. Wchodził w skład kierownictwa tego wydziału. Podjął praktykę lekarską w uniwersyteckim centrum klinicznym UKCS, w 2001 powołany na wicedyrektora tej placówki i dyrektora kliniki gastroenterologii i hepatologii.
Członek G17 Plus, działającej jako organizacja pozarządowa i następnie ugrupowanie polityczne. Kierował miejskimi strukturami tej partii w Belgradzie, od 2006 do 2010 był wiceprzewodniczącym struktur krajowych.
Od czerwca 2002 do sierpnia 2003, od marca 2004 do listopada 2006 oraz od maja 2007 do lutego 2011 sprawował urząd ministra zdrowia w pięciu gabinetach, którymi kierowali Zoran Đinđić, Zoran Živković, Vojislav Koštunica i Mirko Cvetković. Został później dyrektorem do spraw medycznych w prywatnym szpitalu Euromedik.